# 2192 П'ятигорія
2192 П'ятигорія (2192 Pyatigoriya) — астероїд головного поясу, відкритий 18 квітня 1972 року.
Тіссеранів параметр щодо Юпітера — 3,184.